# Kardinalpatron des Malteserordens
Der Kardinalpatron des Malteserordens (Cardinalis Patronus) ist der Vertreter des Papstes beim Orden.
Der Papst ernennt als seinen Vertreter beim Malteserorden einen Kardinal der Heiligen Römischen Kirche, dem der Titel „Cardinalis Patronus“ und besondere Befugnisse verliehen werden. Sollte der Ernannte nicht dem Kardinalskollegium angehören, so wird er als Pro-Patron bezeichnet.

## Aufgaben
Dem Kardinalpatron obliegt es, die spirituelle Ausrichtung des Ordens und seiner Mitglieder zu fördern und die Beziehungen des Ordens zum Heiligen Stuhl zu pflegen.
Der Kardinalpatron wird bei der Wahrnehmung seiner Aufgaben für den Orden durch den Prälaten unterstützt.
Nach der Wahl eines neuen Großmeisters und der Information des Hl. Vater über die erfolgte Wahl legt der Gewählte in Anwesenheit des Kardinalpatrons in einer feierlichen Sitzung des Großen Staatsrates den Eid ab.

## Kardinalpatrone des Malteserordens
- Gennaro Kardinal Granito Pignatelli di Belmonte, von 1937 bis zu seinem Tode am 16. Februar 1948
- Paolo Kardinal Giobbe, von 8. August 1961 bis zum 3. Juli 1969
- Giacomo Kardinal Violardo, von 3. Juli 1969 bis zu seinem Tode am 29. Januar 1978
- Paul-Pierre Kardinal Philippe, von 10. November 1978 bis zu seinem Tode am 9. April 1984
- Sebastiano Kardinal Baggio, von 26. Mai 1984 bis zu seinem Tode am 21. März 1993
- Pio Kardinal Laghi, von 8. Mai 1993 bis zu seinem Tode am 11. Januar 2009
- Paolo Kardinal Sardi, von 30. November 2010 bis zum 8. November 2014 (davor seit 6. Juni 2009 als Pro-Patron)
- Raymond Leo Kardinal Burke, von 8. November 2014 bis 19. Juni 2023
- Gianfranco Kardinal Ghirlanda SJ, seit 19. Juni 2023